# Guido Tenesi
Guido Tenesi (Detroit, Míchigan; 5 de julio de 1953 – 19 de junio de 2025) fue un jugador de hockey sobre hielo italiano nacido en Estados Unidos que jugó en la posición de defensa.

## Carrera

### Club
Aunque fue seleccionado en el Draft de la NHL de 1973 por los Pittsburgh Penguins nunca llegó a jugar en la liga profesional de Estados Unidos sino que pasó en la International Hockey League, Central Hockey League, North American Hockey League y Italian Hockey League Serie A, liga donde se retiró en 1988.

### Selección nacional
Jugó para Italia en el IIHF World Hockey Championship de 1982 en Helsinki, Finlandia en la que Italia terminó en séptimo lugar. Tenesi anotó el primer gol ante Estados Unidos en la victoria por 7-5 el 16 de abril de 1982. También dio una asistencia en el segundo gol ante Canadá, pero Tenesi no hizo nada el resto del torneo.

## Vida personal
Tenesi fue uno de varios jugadores de los Johnstown Jets que hicieron el casting para la película Slap Shot, donde logró conseguir el papel de Billy Charlebois, un defensa narcisista que era popular con las mujeres y que siempre estaba viéndose en el espejo.
Luego de retirarse como jugador de hockey viajó a Toronto donde se convirtió en vendedor de piscinas.

## Logros

### Club
- Lockhart Cup (1): 1974/75

### Individual
- Governor's Trophy (1): 1978/79